# Леопольдо Кальво-Сотело і Бустело
Леопольдо Кальво-Сотело і Бустело, 1-й маркіз де Ріа Рібадео, (ісп. Leopoldo Calvo-Sotelo y Bustelo; нар. 14 квітня 1926, Мадрид, Іспанія — пом. 3 травня 2008, Тулуза, Франція) — іспанський політичний діяч, голова Уряду Іспанії з лютого 1981 по грудень 1982.

## Біографія
Племінник міністра фінансів Іспанії Хосе Кальво Сотело і літератора Хоакіна Кальво Сотело.
У 1951 році закінчив Мадридська вище технічне училище. У 1960 р. захистив докторську дисертацію в Мадридському політехнічному університеті. Починаючи з 1967 р. обіймав різні керівні посади в залізничному концерні Renfe.
У 1971 по 1975 рр. — депутат парламенту як представник підприємців хімічної промисловості.
У 1975 р., після смерті Франко, як міністр торгівлі увійшов до складу першого монархічного уряду, очолюваного Аріасом Наварро.
З липня 1976 р. — міністр в уряді Адольфо Суареса. Залишив свою посаду для підготовки до перших демократичних виборів (1977) і зайнявся організацією нової партії, Союзу демократичного центру (USD), яку очолив Суарес.
У 1977–1978 рр. — керівник парламентської фракції Союзу демократичного центру.
У 1978–1979 рр. — міністр зі зв'язків з Європейською економічною спільнотою.
У 1980–1981 рр. — віце-прем'єр з економічних питань.
У 1981–1982 рр. — прем'єр-міністр Іспанії.
Після відставки Суареса кандидатура Кальво-Сотело була висунута на посаду голови Уряду Іспанії. 23 лютого 1981, коли в парламенті проходило голосування по його кандидатурі, в зал засідань увірвалася група військових на чолі з підполковником Антоніо Техеро. Але спроба військового перевороту провалилася, і 25 лютого 1981 Кальво-Сотело був обраний головою Уряду Іспанії. У період його перебування на посаді глави уряду Іспанія офіційно вступила в НАТО, був прийнятий закон про розлучення, схвалено новий адміністративно-територіальний поділ країни на автономні області. Після поразки Союзу демократичного центру на парламентських виборах 1982 залишив свою посаду.
У 1983 році був обраний членом Парламентської асамблеї Ради Європи, а в 1986 — депутатом Європарламенту.